# 김바우
김바우(金바우, 1984년 1월 12일~)는 대한민국의 전직 축구 선수이다. 선수 시절 포지션은 미드필더였으며, 연려별 대표팀을 거친 뒤 K리그의 FC 서울에 입단했다. 이후 K리그내의 여러 구단들을 거치다가 2011년 K리그 승부조작 사건과 연류되어 축구계에서 영구 제명되었다.